# Stein Mehren
Stein Mehren (n. 16 mai 1935, Oslo, Norvegia – d. 28 iulie 2017, Oslo, Norvegia) a fost un poet și pictor norvegian.
A studiat la universitate filozofia și biologia. A scris în principal poezii, dar și romane, eseuri și piese de teatru. A debutat cu colecția de poezii Gjennom stillheten en natt  în 1960.
O temă principală în scrierile lui Mehren este relația dintre natură și conștiință. 
Pe când primele scrieri sunt optimiste, începând cu anii 1980 atmosfera poeziilor lui devine mai sumbră. Boala și moartea apar deseori ca motiv, și motive anterioare, precum copilăria sau dragostea, vor fi abordate din perspectiva tristeții sau a crizei. Atunci ând scrie despre dragoste, de exemplu, scrie despre dragostea pierdută.
În eseurile sale, precum și în cele două romane, De utydelige și Titanene  scrie din punctul de vedere al unei critici culturale pure, unde atacă atât politizarea culturii în anii 1970 în Norvegia cât și societatea planificată a democrației sociale scandinave.  A fost mereu împotriva oricărei forme de limitare a figurii umane sau a culturii în general.
A debutat ca pictor în 1993 expunând la galleria Haaken în Oslo, și a publicat mai multe volume în care poezii și picturi apar împreună, de exemplu Kjærlighetsdikt (1997).

## Cărți
- 2008 Ordre, poezii
- 2007 I stillhetens hus, poezii
- 2006 Anrop fra en mørk stjerne, poezii
- 2004 Imperiet lukker seg, poezii
- 2004 Samlede dikt 1973-1979
- 2003 Den siste ildlender, poezii
- 2001 Ord av Stein Mehren
- 2000 Ark, poezii
- 1999 Utvalgte dikt, poezii
- 1999 Nattmaskin, poezii
- 1999 Kjærlighetsdikt, poezii și og picturi
- 1999 Hotel Memory, poezii
- 1994 Evighet, vårt flyktigste stoff, poezii
- 1993 Dikt i bilder, poezii și picturi
- 1992 Nattsol, poezii
- 1992 Det forseglede budskap." Eseu
- 1991 Arne Nordheim. Og alt skal synge
- 1990 Skjul og forvandling, poezii
- 1989 Det andre lyset, poezii
- 1989 Fortapt i verden. Syngende, poezii
- 1987 Vår tids bilde som entropi og visjon. 5 postmoderne essays eseuri
- 1986 Corona. Formørkelsen og dens lys, poezii
- 1984 Her har du mitt liv, eseuri
- 1983 Timenes time, poezii
- 1982 Galakse, texte cu ilustrații de Kai Fjell
- 1982 Samlede dikt 1960-1967
- 1981 Den usynlige regnbuen, poezii
- 1980 50 60 70 80, eseuri
- 1979 Vintersolhverv, poezii
- 1977 Myten og den irrasjonelle fornuft, eseuri
- 1977 Det trettende stjernebilde, poezii
- 1976 Den store søndagsfrokosten, teatru
- 1976 Det opprinnelige landskapet, poezii alese
- 1975 De utydelige: en europeisk roman - 2. omarbeidede utg, roman
- 1975 Menneske bære ditt bilde frem, poezii
- 1975 En rytter til fots. Åpent brev til kulturister av alle slag, eseu
- 1975 Titanene: en europeisk roman
- 1974 Kunstens vilkår og den nye puritanismen, eseuri
- 1973 Den store frigjøringen eller hva som hendte meg på siste sommerseminarium en dag jeg forsøkte å krype ut av sangkassen min, nuvelă
- 1973 Dikt for enhver som våger, poezii
- 1972 De utydelige. En europeisk roman, roman
- 1971 Kongespillet - avviklingen av en myte, poezii și proză
- 1970 Maskinen og menneskekroppen - en pastorale, eseuri
- 1969 Aurora det niende mørke, poezii și proză
- 1968 Narren og Hans hertug, eller Stykket om fløytespilleren Hans van Nicklashausen og hans møte med stratenplyndrerne, teatru
- 1967 Vind Runer, poezii
- 1966 Tids Alder, poezii
- 1966 Samtidsmuseet og andre tekster, eseuri
- 1965 Gobelin Europa, poezii
- 1963 Mot en verden av lys, poezii
- 1962 Alene med en himmel, poezii
- 1961 Hildring i speil, poezii
- 1960 Gjennom stillheten en natt, poezii

## Distincții
- 2005 Candidat la premiul Nordisk Råds litteraturpris pentru Imperiet lukker seg
- 2004 Premiul Gyldendal
- 1993 Premiul Anders Jahre
- 1993 Candidat la premiul Nordisk Råds litteraturpris pentru Nattsol
- 1987 Premiul Academiei Norvegiene
- 1987 Candidat la premiul Nordisk Råds litteraturpris pentru Den usynlige regnbuen
- 1984 Candidat la premiul Nordisk Råds litteraturpris pentru Timenes time
- 1981 Bursa Gyldendals
- 1978 Premiul Fritt Ord
- 1978 Candidat la premiul Nordisk Råds litteraturpris pentru Det trettende stjerneblidet
- 1975 Premiul Riksmålsforbundets litteraturpris
- 1973 Premiul Aschehoug
- 1971 Premiul Dobloug
- 1971 Candidat la premiul Nordisk Råds litteraturpris pentru Aurora det niende mørke
- 1969 Premiul de carte Kulturrådet
- 1967 Candidat la premiul Nordisk Råds litteraturpris pentru Tids Alder
- 1966 Premiul de carte Kulturrådet
- 1966 Premiul de lirică al ziarului Dagbladet
- 1963 Premiul de critică pentru Mot en verden av lys
- 1963 Bursa Mads Wiel Nygaard